# LGALS3BP
LGALS3BP‏ (Galectin-3-binding protein) هوَ بروتين يُشَفر بواسطة جين LGALS3BP في الإنسان.

## الوظيفة
الجالكتينات هي عائلة من بروتينات ربط بيتا-جالاكتوزيد، تُشارك في تعديل التفاعلات بين الخلايا، وبين الخلايا والمصفوفات. باستخدام التهجين الموضعي الفلوري، تم تحديد موقع الحمض النووي التكميلي كامل الطول 90 كيلوجول في الكروموسوم 17q25. يرتبط البروتين الأصلي تحديدًا بكتين مرتبط بالبلعم البشري يُعرف باسم ماك-2، ويرتبط أيضًا بالجالكتين 1.

## الأهمية السريرية
وُجد أن مستوى LGALS3BP مرتفع في مصل مرضى السرطان والمصابين بفيروس نقص المناعة البشرية (HIV). ويبدو أن له علاقة بالاستجابة المناعية المرتبطة بتسمم الخلايا القاتلة الطبيعية (NK) والخلايا القاتلة المنشطة بالليمفوكين (LAK).

## التفاعل
لقد ثبت أن LGALS3BP يتفاعل مع LGALS3.